# Leonora King
Pour les articles homonymes, voir King.
Leonora Howard King, née le 17 avril 1851 et morte le 30 juin 1925, est une médecin et missionnaire canadienne qui a passé 47 ans à pratiquer la médecine en Chine. Elle est la première médecin canadienne à travailler en Chine, où elle meurt en 1925.

## Biographie
Leonora Annetta Howard est la fille de Peter G. et Dorothy E. Howard. Elle est née à Lansdowne, dans le comté de Leeds, Canada-Ouest (Ontario), le 17 mars 1851. Elle grandit à Farmersville (Athens) et suit ses études à Athens, en Ontario et à New York. Une fois diplômée, elle travaille comme professeur.
S'étant vu refuser l'entrée à l'école de médecine du Canada, elle obtient son diplôme de médecine de l'Université du Michigan en 1876,.

### Carrière
Après avoir rejoint la Women's Foreign Missionary Society de l'American Methodist Episcopal Mission (en),, elle part pour la Chine en 1877 où elle est médecin missionnaire dans la province de Chihli, dans le nord de la Chine. Elle s'installe aux côtés de Lucinda L. Combs (en), la première femme médecin à servir en Chine, arrivée à Pékin en septembre 1873. Les deux femmes travaillent ensemble pendant trois mois avant que Combs ne déménage à Kiukiang.
En août 1879, King assiste Lady Li, l'épouse du vice-roi du Chihli, Li Hung Chang, alors gravement malade, à Tien-Tsin. Après le rétablissement de Lady Li, elle reste à Tien-Tsin et travaille dans un temple qui lui a été donné à cet effet. Elle fonde, à Tien-Tsin, l'hôpital missionnaire épiscopal méthodiste en 1880. En 1885, elle ouvre une école de médecine pour les femmes et les filles chinoises qui ont été éduquées dans les écoles missionnaires. En 1886, Lady Li construit un autre hôpital pour King, qui fut plus tard connu sous le nom d'hôpital gouvernemental pour femmes et enfants, toujours à Tien-Tsin. Pendant la guerre entre la Chine et le Japon, le Dr Howard King ouvre son hôpital aux soldats blessés. À la fin de la guerre, elle est la première femme occidentale à être nommée mandarin, un honneur de l'Ordre impérial chinois du Double Dragon.
En 1884, elle épouse le Révérend Alexander King, membre de la London Missionary Society,. Bien qu'elle ait pris sa retraite officielle en 1917, elle continue de soigner. En 1923, elle rend visite à sa famille au Canada avant de retourner en Chine. En juin 1925, elle meurt après avoir contracté l'influenza.

## Récompenses
- Années 1890 : Ordre du Double Dragon
- 2000 : entrée au Temple de la renommée médicale canadienne[6]
- 2004 : entrée au International Women in Medicine Hall of Fame de l' American Medical Women's Association[8]